# 広島JPビルディング
広島JPビルディング（ひろしまジェイピービルディング）は、広島市南区松原町にある超高層ビル。2022年8月31日に竣工し、同年9月26日より「広島JPビル郵便局」（同日付けで広島東郵便局から改称）が当ビルの一階に移転し、開業した。

## 概要
日本郵便の単独事業により、旧広島東郵便局敷地に建設された超高層ビルである。西日本旅客鉄道（JR西日本）広島駅の南西側に隣接し、交通利便性が高い。2025年には新しい広島駅ビル「minamoa」が完成し、広島電鉄の路面電車が乗り入れるminamoaの2階と当ビルの2階がペデストリアンデッキで接続される。駅周辺は「広島市都市計画マスタープラン」で都心と位置付けられ、広島駅南口再開発が実施されたが、一等地でありながらオフィスが不足しているため、オフィスビルが建設されることになった。基準階貸室面積が約1,530㎡（約460坪）あり、広島都市圏で最大級のオフィスビルとなる。
計画名は「広島駅南口計画」という呼称があり、2018年に発足した日本郵政不動産がプロジェクトマネジメントを担当した。同社は全国の主要駅に隣接する郵便局を対象とした再開発を行っており、最初に取り組んだのがこの事業である。同社が当ビルを保有し、同社の子会社であるJPビルマネジメントが管理運営を行っている。
日本郵便は、全国で郵便・物流ネットワークの再編を行っている。広島県西部（郵便番号73x-xxxxのエリア）では、2017年に地域区分局として広島郵便局が新設され、広島中央郵便局から郵便物や荷物の地域区分業務が移管された。2019年に「広島駅南口計画」が始まり、旧広島東郵便局が仮局舎に転出する際に、集配業務を広島中央郵便局と宇品郵便局に集約した。2022年に当ビルが竣工し、無集配郵便局として広島JPビル郵便局が新装開業した。
旧広島東郵便局には駐車場が無かったが、当ビルの3階から5階には200台を収容できる自走式立体駐車場が設けられた。また、延床面積が旧局舎の約9,900㎡から約4.5倍の44,200㎡に増えた。

### フロア構成
- 1階：店舗、ローソン広島JPビルディング店、広島JPビル郵便局
- 2階：店舗、オフィスエントランス
- 3 - 5階：駐車場
- 6階：テナント専用食堂・カフェテリア、事務所
- 7 - 19階：オフィス

### アクセス
- JR西日本広島駅（南口）および広島電鉄本線広島駅停留場から徒歩約2分。
- 広電バス「広島駅前」停留所もしくは広島交通・広島バス 「広島駅」停留所下車。
- 山陽自動車道広島ICから南へ約8km。
- 広島高速4号線中広出入口から東へ約3km。

### デジタルトランスフォーメーション（DX）
日本郵政不動産は、不動産事業のデジタルトランスフォーメーション（DX）に取り組んでおり、オフィスワーカーに対して新たな体験価値を提供するために、下記の実証実験が行われている。
- スマホを使った入室解錠によるタッチレス・セキュアなビル利用
- テーブルセンサーと人数計測センサーを使った混雑状況の見える化による食堂利用者の分散

また、イメージセンサーによる照度の自動制御やビルエネルギー管理システム（BEMS）のクラウド運用にも取り組んでおり、当ビルでの実証結果を踏まえて、東京の「五反田JPビルディング」や大阪の「JPタワー大阪」などの開発計画でも導入される。
クラウドBEMS
クラウド上にビルエネルギー管理システム（BEMS）のシステムを置いて運用することで、現地の防災センターだけでなく、インターネットに接続できるあらゆる場所から操作することが可能になり、利便性が向上する。ワーカーのスマホから空調の調整や照明のオン/オフの操作を可能とすることも検討している。
画像センサーによる照度制御
室内のイメージセンサーで、昼光と人数レベルを検知し、照度の自動制御を行う。減光や消灯も可能なため、省エネ性が向上する。

## 広島JPビル郵便局

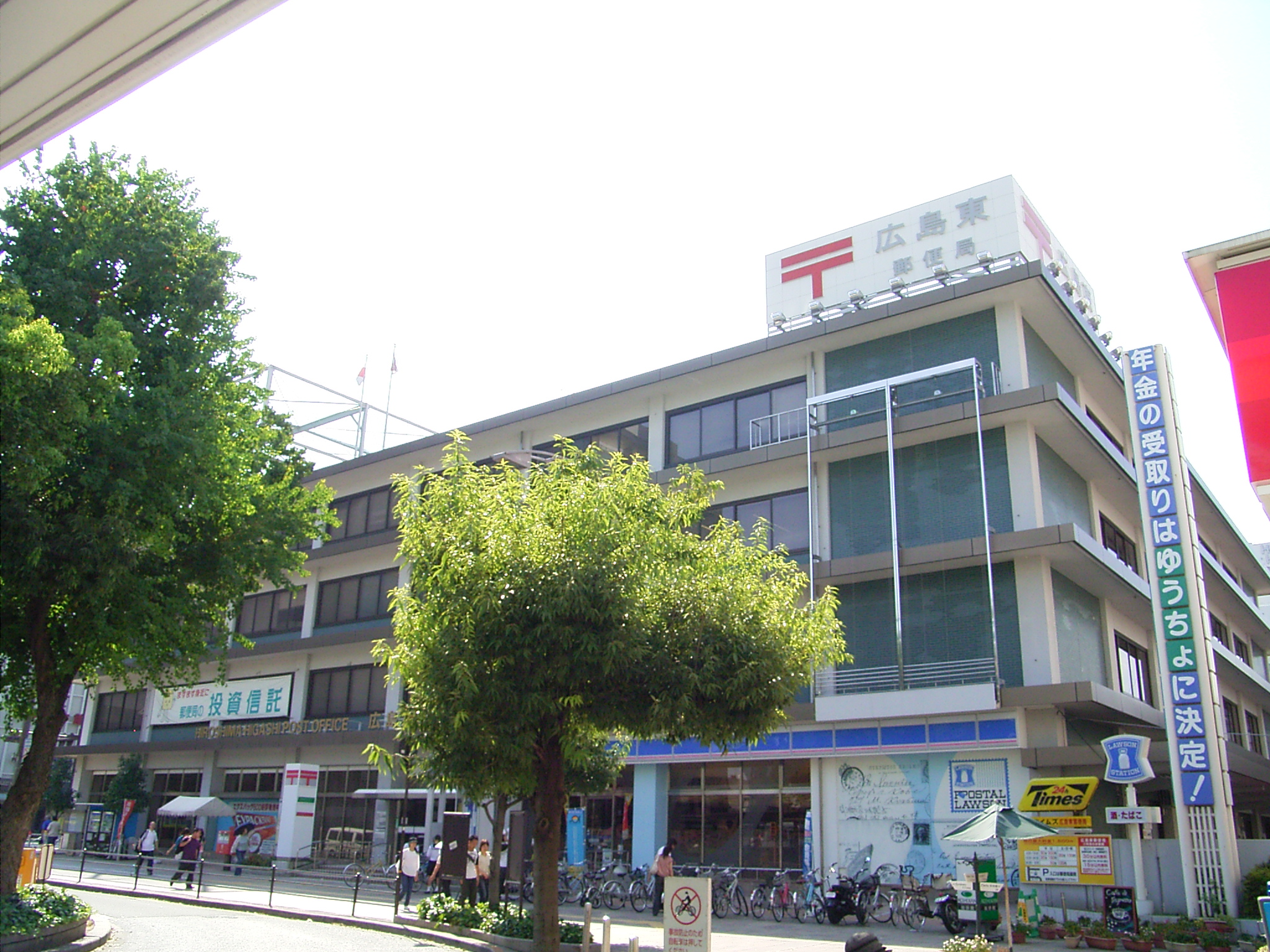
2019年まで使われた旧局舎

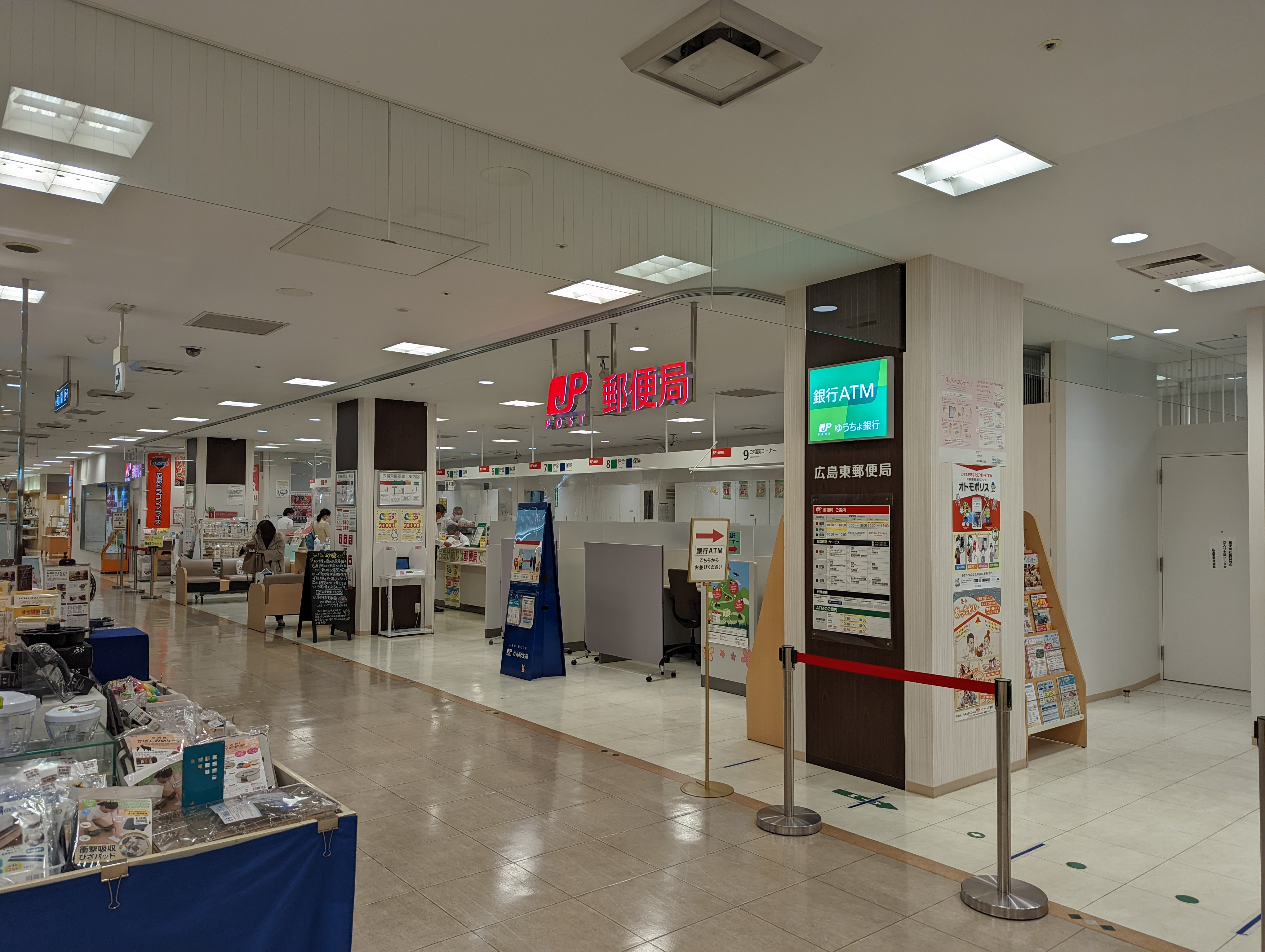
2019年から2022年まで使われた仮局舎

広島JPビル郵便局（ひろしまジェイピービルゆうびんきょく）は、当ビルの1階にある郵便局である。民営化前の分類では集配普通郵便局であった（現在は集配機能を廃止）。

### 沿革
- 1923年（大正12年）3月1日 - 広島駅前郵便局として設置。
- 1954年（昭和29年）11月16日 - 広島幟町郵便局の廃止に伴い、幟町分室を設置[13]。
- 1956年（昭和31年）4月25日 - 広島県庁舎が広島市霞町から同市基町に移転したことに伴い、県庁内分室を移転するとともに広島郵便局（後の広島西郵便局）の所属に変更。
- 1958年（昭和33年）
  - 10月1日 - 郵政局内分室において、電話通話および和文電報受付事務の取り扱いを開始。
  - 11月1日 - 広島郵便局に改称。これに伴い、従来の広島郵便局は広島西郵便局に改称。
- 1961年（昭和36年）3月6日 - 広島西郵便局県庁内分室を当局の所属に変更。
- 1964年（昭和39年）4月20日 - 広島中央郵便局に改称。
- 1965年（昭和40年）8月1日 - 幟町分室を胡町分室に改称。
- 1968年（昭和43年）7月28日 - 電話通話および和文電報受付事務の取り扱いを開始。
- 1969年（昭和44年）4月1日 - 胡町分室を廃止。同日、広島胡町郵便局が設置された。
- 1980年（昭和55年）12月10日 - 県庁内分室における簡易生命保険および郵便年金の窓口事務を廃止。
- 1985年（昭和60年）9月30日 - 広島中央郵便局の新設に伴い、広島東郵便局に改称。ただし、局番号については新・広島中央郵便局が旧・広島中央郵便局の番号である51266を継承し、当局は51615へ変更。同時に郵政局内分室 (51266A) 、県庁内分室 (51266B) を新・広島中央郵便局に移管（前述の理由により、局番号は変更なし）。
- 1993年（平成5年）7月1日 - 外国通貨の両替および旅行小切手の売買に関する業務取扱を開始。
- 1994年（平成6年）4月4日 - 安芸府中郵便局から広島市東区（旧安芸町）の集配業務を移管（郵便番号も〒735から〒732に変更）。
- 2003年（平成15年）6月30日 - 中国地方のコンビニエンスストア店内では初の郵便局ATMとなる広島東郵便局デイリーヤマザキ広島駅前通り店出張所(ATM)を設置。
- 2006年（平成18年）12月20日 - 1階の会議室と土産物屋を統合・廃止して中国地方初のポスタルローソンをオープンした。
- 2007年（平成19年）
  - 6月1日 - 広島東郵便局デイリーヤマザキ広島駅前通り店出張所 (ATM) を廃止[14]。
  - 10月1日 - 民営化に伴い広島東郵便局共通事務センターを廃止、併設された郵便事業広島東支店に一部業務を移管。
- 2012年（平成24年）10月1日 - 日本郵便株式会社の発足に伴い、郵便事業広島東支店を広島東郵便局に統合。
- 2017年（平成29年）3月5日 - ゆうゆう窓口の24時間営業を廃止。
- 2018年（平成30年）4月2日 - 日本郵政の子会社として日本郵政不動産が設立された。
- 2019年（令和元年）
  - 5月23日 - 広島東郵便局を解体し、跡地に20階建て高層ビルを建設する「広島駅南口計画」を発表[15]。日本郵政不動産がプロジェクトマネジメント業務を受託[16]。
  - 9月17日 - 広島県広島市南区松原町9-1（エールエールA館（福屋広島駅前店）7階）の仮局舎へ移転[17]。これに伴い、広島市東区の集配業務を広島中央郵便局、広島市南区の北部地域の集配業務を宇品郵便局へ移管、ゆうゆう窓口を廃止、集配郵便局から無集配郵便局へ変更。
- 2022年（令和4年）
  - 3月10日 - 日本郵便と日本郵政不動産が「広島駅南口計画」の建物を「広島JPビルディング」と命名し、計画の概要を発表[18][19]。
  - 8月31日 - 旧局舎跡地に「広島JPビルディング」が竣工[20][21][22]。
  - 9月26日 - 旧広島東郵便局が当ビルの一階に移転し、広島JPビル郵便局として新装開業[23][24]。

### 取扱内容
- 郵便、印紙、ゆうパック、内容証明
- 貯金、為替、振替、振込、国際送金、外貨両替、国債、投資信託
- 生命保険、バイク自賠責保険、自動車保険、変額年金保険、がん保険、引受条件緩和型医療保険
- ゆうちょ銀行ATM

### 風景印
- 図柄は「広島JPビルディング」と「もみじ」と「折鶴」。局名表記は「広島JPビル」。
- 使用開始日は2022年（令和4年）9月26日[25]。

#### 過去
- 図柄は「広島市民球場」と「猿猴橋の街路灯」。局名表記は「広島東」。
- 使用開始日は2017年（平成29年）2月1日。
- 使用終了日は2022年（令和4年）9月22日[26]。

### 併設施設
- 移転前は当局にポスタルローソン広島東局店が置かれていた。現在は当ビル1階の別区画にローソン広島JPビルディング店が置かれている。
- 民営化前は当局に「広島東郵便局共通事務センター」が置かれていた。

### 分室
分室はなし。かつては以下の分室が存在した。
- 郵政局内分室 (51266A) - 1985年（昭和60年）に、新設された広島中央郵便局に移管された。その後東白島分室に改称、さらにその後廃止された。
- 県庁内分室 (51266B) - 1985年（昭和60年）に、新設された広島中央郵便局に移管された。
- 胡町分室 - 1954年（昭和29年）に広島駅前郵便局幟町分室として開設。1969年（昭和44年）に廃止された。

### 出張所（局外ATM）
民営化前は以下の場所に出張所としてATMを設置していた。現在も同じ場所にATMがあるが、管理はゆうちょ銀行広島支店となっている。

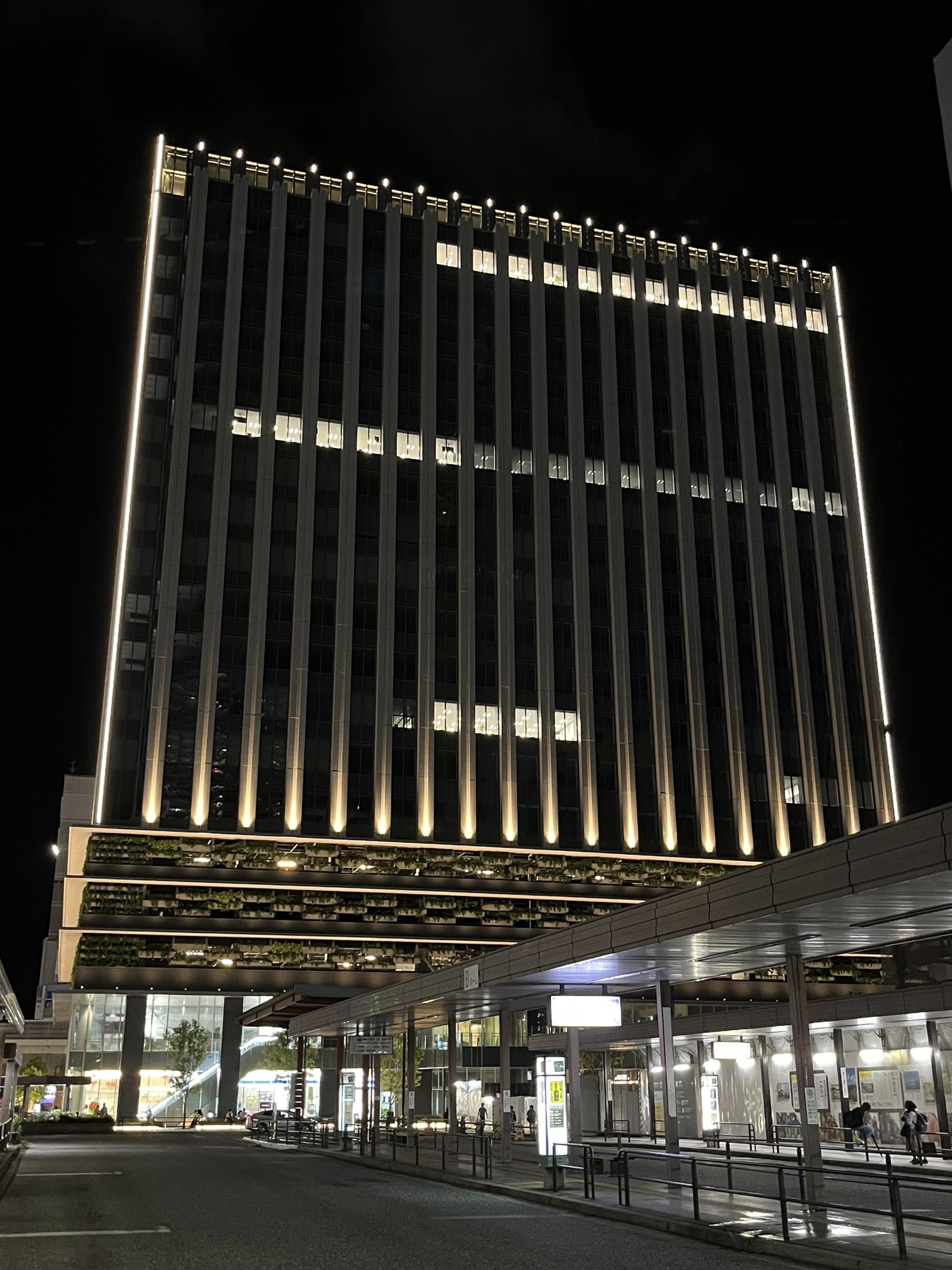
広島JPビルディングの夜間の様子。（2023年5月）

- JR広島駅新幹線口内出張所
- 福屋広島駅前店内出張所
- ひろしまMALL内出張所
- 広島段原ショッピングセンター内出張所

## 周辺
- エールエールA館（福屋広島駅前店）
- BIG FRONTひろしま（シティタワー広島、ビックカメラ広島駅前店）
- EKI CITY広島（グランクロスタワー広島）